# Mac OS X Server 1.0
Mac OS X Server 1.0, liberado el 16 de marzo de 1999, es el primer sistema operativo creado por Apple tras la adquisición de NeXT. Es la continuación de Rhapsody. Aunque el Mac OS X Server 1.0 tiene una variante de la interfaz "Platinium" del Mac OS 8, está basado en el sistema operativo de NeXTSTEP en lugar del Mac OS Classic, lo que permitió a los usuarios tener una visión preliminar del sistema operativo Mac OS X. Fue reemplazado por una versión Mac OS X v10.0 en el 2001.

## Diseño
Server 1.0 contiene una mezcla de características del Mac OS Classic, NeXTSTEP y Mac OS X. Tiene una barra de menús simple en la parte superior de la pantalla como el Mac OS, pero la administración de los archivos era realizada por el Workspace Manager del NexTSTEP en lugar del Finder. La interfaz de usuario utiliza un gestor de ventanas basado en Display PostScript derivado de NeXTSTEP, en lugar del WindowServer basado en Quartz, que aparecería un año después en el Mac OS X Beta pública. Las ventanas con contenido no guardado muestran un punto negro en el botón de cerrar, como ocurría en NeXTSTEP. El Dock y la interfaz Aqua no fueron incluidos; estos componentes fueron luego agregados al Mac OS X.
La API Carbon (un sub-conjunto de las API del Mac OS Classic) tampoco fue incluida. Esto quiere decir que solo las aplicaciones nativas para OS X Server 1.0 fueron escritas para la API Yellow Box, las cuales pasaron a ser conocidas como la API Cocoa. Adicionalmente, el puerto FireWire no tenía soporte.
Server 1.0 también incluye la primera versión del servidor NetBoot, el cual permite a los computadores arrancar una imagen de disco desde una red local. Esto fue particularmente útil en colegios, ya que permitía a los equipos arrancar desde una simple copia del sistema operativo almacenada en el Server 1.0 haciendo más difícil a los usuarios dañar el sistema operativo al instalar software – tan pronto como se cerraba la cesión, el computador se reiniciaba como una copia sin modificaciones proveniente del servidor NetBoot.
Para ejecutar aplicaciones diseñadas para Mac OS, Mac OS X incluye "Blue Box", que esencialmente corre una copia del Mac OS 8 en una proceso separado como una capa de emulación. Esto se convirtió en ambiente Classic en Mac OS X, aunque se empezó a utilizar el Mac OS 9 en lugar del Mac OS 8.